# Ganges Chasma

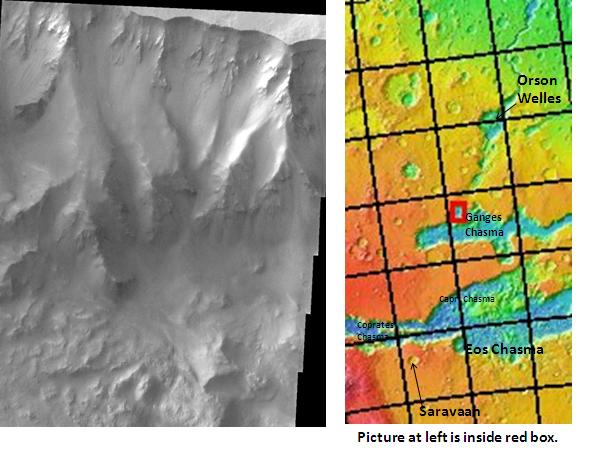
Klippa i norra väggen i Ganges Chasma, fotograferad av THEMIS.

Ganges Chasma är en 584 km lång djup kanjon (chasma) vid den östra änden av västra Valles Marineris-systemet på Mars, en utskjutning av Capri Chasma , och ligger i Coprates-fyrkanten .. Den är en utlöpare av Eos Chasma.

## Historik
Ganges Chasma, som är uppkallad efter floden Ganges i Sydasien, tros ha bildats genom en serie katastrofala eruptioner av vatten och koldioxid från kaosterrängen som den som bevarats i Ganges Chaos vid dess södra kant. De flesta bevisen för dessa utsläpp och den efterföljande kollapsen tros ha sköljts bort. Innan den bildade ett utlopp som anslöt sig till Capri Chasma och de anslutna utflödeskanalerna österut, kan Ganges Chasma någon gång under Noachianperioden ha innehållit en sjö som tappades av norrut genom delvis underjordiska kanaler in i Shalbatana Vallis.
Spridda kullar på kanjonbotten kan vara rester av kaosterräng som bildades genom kollaps i kanjonen. En del av berggrunden har olika färger. Mörka sanddyner täcker i lokala delar av Ganges Chasma oklara sedimentära bergarter. Till skillnad från sanddyner på stränder och i öknar på Jorden, som är uppbyggda av ljus, kiselrik sand, har dessa marsdyner fått sin mörka färg av den järn- och manganrika sand som finns i regionen.